# Nikolai Vladimirovich Zateyev
Nikolai Vladimirovich Zateyev (Nizhni Novgorod, 30 de junho de 1926 – Moscou, 28 de agosto de 1998) foi um Capitão de Primeira ordem na Marinha Soviética, destacando-se como o comandante do malfadado submarino soviético K-19, da Classe Hotel, em julho de 1961, quando o submarino teve um vazamento extremo no sistema de refrigeração do seu reator nuclear. Zateyev, com as ações de sua tripulação, conseguiu evitar o desastre, apesar da severa exposição à radiação. Após o evento, Zateyev e sua tripulação foram orientados a manter sigilo, pelo governo Soviético, sobre os eventos que ocorreram, e só foram autorizados a revelar a história, depois de seu colapso.
Zateyev, mais tarde, lançou suas memórias sobre o evento, que foram utilizados como base para uma série de obras literárias sobre o desastre, bem como um documentário de 2002 e filme. Nestas memórias, Zateyev criticou a produção apressada da Rússia da primeira classe de submarinos nucleares de mísseis balísticos. As ações que ele e sua tripulação adotaram em 4 de julho de 1961 levaram os tripulantes sobreviventes a uma indicação conjunta para o Prémio Nobel da Paz, em Março de 2006.

## Início da vida e carreira
Zateyev nasceu em Nizhni Novgorod. Ele foi convocado para o Exército Vermelho em 1943, e estudou na Escola Naval Preparatória de Baku. Ele passou no curso de navegador e foi comissionado na Escola Naval M. V. Frunze, em Leningrado. No final da década de 1940, ele se juntou à Frota do Mar Negro e serviu em submarinos primeiro como oficial de navegação e, em seguida, subiu a posição de Diretor Executivo. Em 1954, concluiu o Curso Especial Avançado de Oficiais e foi-lhe dado o comando de seu próprio submarino. Pelo excelente desempenho de seu submarino, ele foi recompensado com sua primeira promoção por ordem do Ministro da Defesa, o marechal Gueorgui Júkov. Em 1958, ele foi transferido para a Frota do Norte e foi-lhe dado o comando do submarino K-19, quando foi comissionado.

## K-19

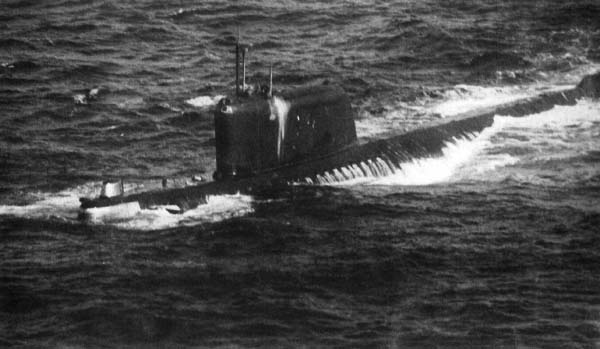
K-19. Foto tirada por uma circular da Marinha dos EUA helicóptero.

Em 4 de julho de 1961, enquanto K-19 estava operando perto do sul da Groenlândia, a pressão da água no  reator nuclear de estibordo caiu devido a um vazamento de líquido de arrefecimento em uma área do reator de acesso muito difícil . A perda de líquido de arrefecimento fez o reator começar a superaquecer, colocando em risco a integridade das hastes de controle. Zateyev erroneamente acreditava que isso poderia levar a uma explosão nuclear. O capitão acredita que uma explosão causaria danos nas proximidades da base da OTAN e poderia causar uma guerra nuclear entre a União Soviética e os Estados Unidos. Mikhail Gorbachev , mais tarde, escreveu que "Uma explosão a bordo do K-19 poderia ter sido tomada por uma provocação militar ou mesmo uma tentativa de lançar um ataque nuclear na costa Norte Americana. Uma resposta imediata por parte dos Estados Unidos e a OTAN poderia ter desencadeado uma Terceira Guerra Mundial." Oito tripulantes morreram nos dias que se seguiram a 4 de julho, depois de trabalhar no núcleo do reator. No Entanto, um bem colocado sistema de refrigeração evitaria com êxito qualquer catástrofe. O K-19 foi posteriormente rebocado de volta para o porto e seus reatores foram substituídos ao longo de um período de dois anos.
Após o incidente, Zateyev e a tripulação foram instruídos a manter silêncio sobre o acidente, e nem a tripulação substituta do K-19, nem as famílias daqueles que morreram, foram notificados. As vítimas de envenenamento por radiação foram enterrados em caixões de chumbo no mar, de acordo com a carta escrita por Mikhail Gorbachev para o Comité Nobel norueguês, em 2006. Somente em 1990 os sobreviventes (dos quais haviam 56, em 1 de fevereiro de 2006) tiveram permissão para falar.
Zatayev posteriormente foi empregada na costa. De 1962 a 1965, estudou na Academia Naval em Leningrado, e, posteriormente, foi empregado como um chefe de departamento na Base Naval Leningrado e na sede naval em Moscou. Em 1972, ele era o chefe do departamento de ensaios da marinha, responsável pela aceitação de novos navios dos estaleiros navais. Aposentou-se em 1986, e depois de 1990, participou ativamente nos assuntos de veteranos da Marinha Soviética . Ele morreu em 1998, em razão de uma doença nos pulmões, e foi enterrado em Moscou, ao lado de alguns de seus companheiros do K-19.

## Na cultura popular
O personagem Capitão Alexei Vostrikov interpretado por Harrison Ford, em 2002, no filme K-19: The Widowmaker é fortemente baseado em Zateyev.